# واتادنیا
واتادنیا (به لاتین: Watadeniya) یک منطقهٔ مسکونی در سری‌لانکا است که در دبیرخانه بخش اودونووارا واقع شده‌است.